# Psammobates geometricus
La tortuga geomètrica (Psammobates geometricus) és una espècie de tortuga terrestre de la família Testudinidae en perill d'extinció. És un dels tres membres del gènere Psammobates. Viu en una zona molt petita del Cap Sud occidental de Sud-àfrica.

## Descripció
Té una closca molt forta de color negre i groga utilitzada per la defensa contra els depredadors. Els patrons estan disposats en raigs i ajuden al camuflatge de la tortuga amb el seu entorn. Aquesta tortuga és molt petita, i una tortuga de plena maduresa es pot aconseguir de 5 a 6 cm de diàmetre.

## Hàbitat
La tortuga geomètrica està naturalment limitada a la cantonada sud-oest de la província del Cap de Sud-àfrica. Solia viure també dins del que avui és la Ciutat del Cap, però l'última població de la Ciutat del Cap (en una petita reserva) es va extingir. Es creia que s'havia extingit en la dècada de 1960, però una població supervivent va ser descoberta el 1972 i ara es reprodueix en tres zones aïllades, on es conserva. Una població del Cap Occidental, a la vall Ceres, una a Tulbagh-Worcester, a l'oest del Cap. I un grup de supervivents a les terres baixes costaneres del sud-oest. Aquestes tortugues de colors vius només estan presents en les terres baixes de vegetació, el que significa que les seves poblacions són fàcilment aïllades per muntanyes que no poden creuar. És una de les espècies de tortugues més rares del món.

## Alimentació
La dieta de la tortuga geomètrica consisteix principalment en les fulles, flors i brots de plantes i herbes. La seva dieta és molt específica de les espècies de les plantes locals, cosa que significa que moren quan es mantenen en captivitat.

## Comportament
Hivernen en els mesos de juny a setembre, o quan el seu entorn natural no és normal. Poc se sap sobre el comportament reproductiu. Quan la femella està llesta per pondre els ous cava un clot a la terra i la cobreix amb pastura o una altra vegetació.

## Amenaces i Conservació
La tortuga geomètrica ha perdut el 97% del seu hàbitat, i només queden entre 2.000 i 3.000 exemplars en l'actualitat. Aquesta tortuga es veu amenaçada per una sèrie de raons, però principalment a causa de la pèrdua del seu hàbitat. Restringides com estan les fèrtils terres baixes i les valls, la gran majoria de la seva petita àrea de distribució natural ha estat coberta de granges i habitatges.
A més, els seus ous són una font d'aliment per als pobles africans i els comerciants capturen els adults per les seves closques, que es fan servir per fer molts objectes de decoració diferents. Aquesta espècie també és presa dels altres mamífers, especialment els mamífers introduïts com porcs i gossos.
El govern sud-africà ha protegit les terres del parc per aquesta tortuga única, i hi ha lleis que prohibeixen la seva captura i la captura dels seus ous.